# Ribecourt Road Cemetery
Ribecourt Road Cemetery is een Britse  militaire begraafplaats met gesneuvelden uit de Eerste Wereldoorlog, gelegen in de Franse gemeente Trescault (Pas-de-Calais). De begraafplaats werd ontworpen door Herbert Baker en ligt aan de Rue de Cambrai op 900 m ten noordoosten van het dorpscentrum (Église Saint-Martin). Ze heeft een rechthoekig grondplan met aan de zuidelijke zijde een ruime gebogen uitstulping waarin het Cross of Sacrifice staat. De begraafplaats heeft een oppervlakte van 1.015 m² en wordt omsloten door een natuurstenen muur. Via een 6-tal opgaande treden en een pad van 15 m bereikt men de toegang die bestaat uit een metalen hek.
Er liggen 260 doden begraven waaronder 7 niet geïdentificeerde.
De begraafplaats wordt onderhouden door de Commonwealth War Graves Commission.

## Geschiedenis
Ribécourt-la-Tour werd op 20 november 1917 door de 6th Division ingenomen maar aan het einde van de Slag bij Cambrai lag de Britse frontlijn vlakbij. Het dorp werd tijdens het Duitse lenteoffensief in maart 1918 door hen heroverd maar op 27 september daaropvolgend door de 3rd en de 42nd (East Lancashire) Divisions terug ingenomen. Trescault bleef tot maart 1918 in Britse handen en werd op 12 september 1918 heroverd door de 37th Division. De begraafplaats werd in 1917 aangelegd en bevatte toen hoofdzakelijk graven van de 51st (Highland) en de 59th (North Midland) Divisions (Perk I, rijen B, C en D). Vanaf oktober 1918 werd de begraafplaats door de 42nd Division verder aangevuld. 
Onder de geïdentificeerde slachtoffer zijn er 247 Britten en 6 Nieuw-Zeelanders begraven.

## Graven

### Onderscheiden militairen
- Charles Royle Allen, kapitein bij het Manchester Regiment en A. Parke, kapitein bij de Lancashire Fusiliers werden onderscheiden met het Military Cross (MC).
- korporaal J. Dolan en soldaat George Heard, beide dienend bij de Lancashire Fusiliers werden onderscheiden met de Distinguished Conduct Medal (DCM). Laatstgenoemde ontving ook de Military Medal (DCM, MM).
- sergeant Norman Walter Hughes, de korporaals R.A. Jenkinson, T.H. Drage en John Maxwell McKenzie, kanonnier R. Martin en soldaat H. Young werden onderscheiden met de Military Medal (MM).

### Alias
- soldaat George Heard diende onder het pseudoniem George Heardley bij de Lancashire Fusiliers.